# ナオミ・ノヴィク
ナオミ・ノヴィク（Naomi Novik、1973年4月30日 - ）はテメレア戦記で有名なアメリカ合衆国の小説家、ファンタジー作家。起業家兼作家でもある夫チャールズ・アーディと共に、マンハッタンに住んでいる。

## 経歴
父はリトアニア系ユダヤ人、母はポーランド系ユダヤ人であり、ノヴィクは二世アメリカ人としてニューヨークで生まれた。英文学をブラウン大学で学び、コンピュータ・サイエンスの学位をコロンビア大学で取得した。コンピュータ・ゲーム『ネヴァーウィンター・ナイツ シャドウ・オブ・アンドレンタイド』のデザインと開発に参加し、ゲームデザインを書くことに向いていることを知る。
テメレア戦記シリーズ第一作となる処女作『気高き王家の翼』(His Majesty's Dragon, 2006) は、ナポレオン戦争時代の歴史改変小説であり、ドラゴンなどの架空の生物が存在する世界が舞台。2007年Compton Crook Award、ローカス賞 第一長篇部門受賞、ヒューゴー賞 長編小説部門賞にノミネートされる。シリーズは第9巻をもって2016年に完結している。
2006年9月にピーター・ジャクソンがテメレア戦記シリーズ全作品の映画版権を獲得するが、のちに映画化は白紙となり、権利は著者に戻っている。
2007年ジョン・W・キャンベル新人賞、そして再びCompton Crook Awardを受賞。
2016年、『ドラゴンの塔』でネビュラ賞 長編小説部門を受賞した。

## 作品リスト

### テメレア戦記
- 気高き王家の翼 （His Majesty's Dragon, 2006）
- 翡翠の玉座 （Throne of Jade, 2006）
- 黒雲の彼方へ （Black Powder War, 2006）
- 象牙の帝国 （Empire of Ivory, 2007）
- 鷲の勝利（Victory of Eagles , 2008）
- 大海蛇の舌（Tongues of Serpents , 2010）
- 黄金のるつぼ（Crucible of Gold , 2012）
- (Blood of Tyrant , 2013)
- (League of Dragons, 2016)

### オムニバス
- In the Service of the King (2006)
- In his Majesty's Service (2009)

### 死のエデュケーション
- 闇の魔法学校　(A Deadly Education, 2020)
- 闇の覚醒 (The Last Graduation, 2021)
- 闇の礎 (The Golden Enclaves, 2022)

### その他
- ドラゴンの塔　(Uprooted, 2015)
- 銀をつむぐ者　(Spinning Silver, 2018)

## Organization for Transformative Works (OTW)
ノヴィクは、ファン・フィクションやファン・ビデオ、リアル・パーソン・フィクションに対して一切の制限を設けないことを推進する非営利団体Organization for Transformative Worksの議長を務めている。